# Hoàng Nhân Tuấn
Hoàng Nhân Tuấn (tiếng Trung: 黄仁俊; bính âm: Huáng Rénjùn, tiếng Hàn Quốc: 황인준), được biết đến với nghệ danh Renjun, là một ca sĩ thần tượng người Trung Quốc. Anh hoạt động trong unit NCT Dream và NCT U của nhóm nhạc NCT thuộc SM Entertainment.

## Tiểu sử
Renjun là người Trung Quốc gốc Triều Tiên, hay còn được gọi là Triều Tiên tộc (Chaoxianzu tại Trung Quốc, Joseonjok tại Hàn Quốc). Anh sinh ngày 23 tháng 3 năm 2000 tại thành phố Cát Lâm, tỉnh Cát Lâm, Trung Quốc. Ngôi trường của anh lúc nhỏ sử dụng tiếng Trung để giảng dạy và đồng thời dạy cả tiếng Hàn để phát huy bản sắc văn hóa dân tộc, do đó Renjun được tiếp xúc với tiếng Hàn từ sớm nên khá thông thạo tiếng Hàn.
Năm 2015, Renjun gia nhập SM Entertainment thông qua buổi tuyển chọn được tổ chức ở Thẩm Dương, Trung Quốc. Trước khi chính thức tới Hàn Quốc, Renjun đã hoàn thành chương trình học lớp 10 tại quê nhà.
Tháng 8 năm 2017, Renjun theo học tại Học viện Âm nhạc Hiện đại Bắc Kinh.
Tháng 4 năm 2020, Renjun đã tốt nghiệp hệ Trung cấp Học viện Âm nhạc Hiện đại Bắc Kinh.

## Sự nghiệp

### 2016
Renjun ra mắt trong đội hình NCT Dream vào ngày 25/08/2016 với single Chewing Gum cùng Mark, Jeno, Haechan, Jaemin, Chenle và Jisung. Cậu giữ vai trò hát chính trong nhóm.

### 2017
Renjun cùng NCT Dream nhận chiếc cúp đầu tiên tại The Show với ca khúc My First And Last. NCT Dream nhận được giải thưởng Nhóm nhạc triển vọng tại Yinyue Vchart Award 2017. Ngoài ra, NCT Dream còn thực hiện thu âm ca khúc chủ đề của FIFA U20 World Cup 2017 - Trigger the fever. Ngày 17/8/2017, NCT Dream phát hành album We young. Ngày 16/12/2017, NCT Dream phát hành ca khúc Joy trong dự án SM Station.

### 2018
Renjun tham gia vào dự án NCT2018 trong các ca khúc: Black on black, GO. Ngày 3/9/2018, NCT Dream comeback với album We Go Up. Ngày 13/12/2018, Renjun lần thứ hai tham gia dự án SM Station cùng với Yeri (Red Velvet), Jeno, Jaemin phát hành ca khúc Hair in the air - nhạc phim hoạt hình Trolls. Ngày 27/12/2018, cùng với NCT Dream, Renjun tiếp tục góp mặt trong SM Station, phát hành ca khúc Candle Light.

### 2019
Ngày 16/03/2019, NCT Dream thắng giải Boy Group Daesang của Korean Entertainment Art Award.
Ngày 26/7/2019, Renjun cùng NCT Dream phát hành album We Boom với ca khúc chủ đề Boom.

### 2020
Ngày 29/4: Renjun cùng với NCT Dream đã phát hành album Reload.
Ngày 23/7: Renjun đã cover ca khúc Fools của Troye Sivan.
Renjun tham gia vào dự án NCT 2020 và debut trong NCT U với ca khúc From Home. Ngoài ra Renjun còn tham gia vào các ca khúc: Faded in my last song, My Everything, Raise The Roof, Déjà Vu, Resonance.
Ngày 5/11: Renjun cùng với NCT đã đạt được danh hiệu "Million Seller" với lượng tiêu thụ album là 1,428,765 bản.

### 2021
Ngày 10/5: Renjun cùng với NCT Dream đã phát hành full album đầu tiên Hot Sauce. Chỉ sau 16 ngày, NCT Dream đã đạt được danh hiệu "Double Million Seller" với lượng tiêu thụ album đạt đến 2,049,042 bản.
Ngày 28/6: Renjun cùng với NCT Dream đã phát hành repackage album đầu tiên Hello Future.
Ngày 07/07: Renjun cùng với NCT Dream đã trở thành nghệ sĩ K-pop thứ 2 đạt được danh hiệu "Triple Million Seller" khi repackage album của họ bán được khoảng 1,19 triệu bản, tổng số album bán được khoảng 3,23 triệu bản.
Ngày 03/08: Renjun cùng Xiaojun cover ca khúc Unbreakable Love của Eric Chou.
Renjun tham gia vào dự án NCT 2020 với các ca khúc: Beautiful, Know Now, Dreaming, Good Night

## Danh sách đĩa nhạc
| Năm  | Phân loại                                | Tên                     | Ghi chú                                                        |
| ---- | ---------------------------------------- | ----------------------- | -------------------------------------------------------------- |
| 2016 | Single                                   | Chewing Gum             |                                                                |
| 2017 | Single Album                             | The First               |                                                                |
| 2017 | Mini Album                               | We Young                |                                                                |
| 2017 | Phát hành nhạc số trong dự án SM Station | Joy                     |                                                                |
| 2018 | Studio Album                             | NCT 2018 Empathy        | Tham gia vào GO, Black on Black                                |
| 2018 | Mini Album                               | We Go Up                |                                                                |
| 2018 | Phát hành nhạc số trong dự án SM Station | Hair in the air         | Cùng với Yeri (Red Velvet), Jeno, Jaemin                       |
| 2018 | Phát hành nhạc số trong dự án SM Station | Candle Light            |                                                                |
| 2019 | Phát hành nhạc số trong dự án SM Station | Don't Need Your Love    | Cùng với NCT Dream và HRVY                                     |
| 2019 | Mini Album                               | We Boom                 |                                                                |
| 2020 | Mini Album                               | Reload                  |                                                                |
| 2020 | Full Album                               | NCT 2020 Resonance Pt.1 | Tham gia vào From Home, Faded In My Last Song                  |
| 2020 | Full Album                               | NCT 2020 Resonance Pt.2 | Tham gia vào Resonance, Raise the Roof, My Everything, Déjà Vu |
| 2021 | Full Album                               | Hot Sauce               |                                                                |
| 2021 | Repacked Album                           | Hello Future            |                                                                |
| 2021 | Full Album                               | NCT 2021 Universe       | Tham gia vào Beautiful, Know Now, Dreaming, Good Night         |
| 2022 | Full Album                               | Glitch Mode             |                                                                |
| 2022 | Repacked Album                           | Beatbox                 |                                                                |
| 2023 | Full Album                               | ISTJ                    |                                                                |
| 2023 | Full Album                               | NCT 2023: Golden Age    | Tham gia vào Golden Age, Kangaroo, Not Your Fault              |

## Chương trình phát sóng
| Tên chương trình                          | Kênh                          | Tập/Ngày            | Ghi chú                                                        |
| ----------------------------------------- | ----------------------------- | ------------------- | -------------------------------------------------------------- |
| My SM Television with NCT Dream           |                               | 24/10/2016          |                                                                |
| Choi Hwajeong's Power Time With NCT Dream |                               | 18/8/2017           |                                                                |
| NCT DREAM COMEBACK SHOWCASE 'We Young'    | [ 2 ]                         | 19/8/2017           |                                                                |
| NNN Open Studio with NCT Dream            |                               | 25/8/2017           |                                                                |
| YinYueTai Star Interview With NCT Dream   |                               | 26/9/2017           |                                                                |
| Idols of Asia with NCT Dream              |                               | 1/11/2017           |                                                                |
| Weekly Idol                               | Tổng công ty Phát sóng Munhwa | Tập 347             | NCT 2018                                                       |
| Weekly Idol                               | Tổng công ty Phát sóng Munhwa | Tập 371             | NCT Dream                                                      |
| Weekly Idol                               | Tổng công ty Phát sóng Munhwa | Tập 418             | Cùng với Jeno, Haechan, Jaemin và Chenle                       |
| Weekly Idol                               | Tổng công ty Phát sóng Munhwa | Tập 460             | Cùng với Jeno, Haechan, Jaemin, Chenle và Jisung               |
| Weekly Idol                               | Tổng công ty Phát sóng Munhwa | Tập 519             | NCT Dream                                                      |
| Idol Troops Camp                          |                               | 4 tập               | Cùng Jeno, Jaemin, Chenle và Jisung                            |
| Idol Room                                 | JTBC                          | Tập 46              | Cùng Chenle                                                    |
| Idol Room                                 | JTBC                          | Tập 60              | Cùng Jeno, Jaemin, Chenle và Jisung                            |
| Boys Mental Training Camp                 |                               | Mùa 2               | 11 tập                                                         |
| NCT Night Night                           | SBS Power FM                  | 23/8/2017           |                                                                |
| NCT Night Night                           | SBS Power FM                  | 16/9/2017           |                                                                |
| NCT Night Night                           | SBS Power FM                  | 23/9/2017           | Cùng Jeno                                                      |
| NCT Night Night                           | SBS Power FM                  | 7/9/2018            |                                                                |
| School Attack                             | Seoul Broadcasting System     | Tập 6 (2018)        |                                                                |
| School Attack                             | Seoul Broadcasting System     | Tập 11, 12          | Cùng Jeno, Jaemin, Haechan, Chenle và Jisung                   |
| We K-pop                                  | Korean Broadcasting System    | Tập 5, tập 6        | Cùng với Jeno, Haechan, Jaemin, Chenle và Jisung               |
| Save NCT Dream                            | YouTube                       | 6 tập               | Cùng với Jeno, Jaemin Chenle và Jisung                         |
| NCT Life                                  | V Live                        | NCT Life            | Cùng với Jeno, Chenle và Jisung                                |
| NCT Life                                  | V Live                        | Dream in Wonderland | Cùng với Jeno, Jaemin, Chenle và Jisung                        |
| Cultwo Show Radio                         | SBS                           | 5/5/2020            | Cùng với Jeno, Haechan, Jaemin, Chenle và Jisung               |
| Cultwo Show Radio                         | SBS                           | 30/6/2021           |                                                                |
| NCT Dream Bu:QUEST                        | IDOLLIVE[아이돌라이브]        | 8 tập               | Cùng với Jeno, Jaemin, Chenle và Jisung                        |
| Idol Star Athletics Championships Chuseok | MBC                           |                     | Cùng với Jaemin, Chenle, Jisung, Jeno, Jungwoo, Haechan, Taeil |
| NCT World 2.0                             | Mnet (kênh truyền hình)       | 8 tập               | NCT2021                                                        |
| NCT Dream Idol League                     | STATV                         | 19/8/2019           | Cùng với Jeno, Jaemin, Chenle và Jisung                        |
| NCT Dream Idol League                     | STATV                         | 22/5/2021           |                                                                |
| MMTG                                      | YouTube                       | Tập 120, tập 121    |                                                                |
| MMTG                                      | YouTube                       | Tập 198             |                                                                |
| Super Junior Idol VS Idol - NCT Dream     | KNTV                          | 4 tập               | Cùng với Jeno, Jaemin và Jisung                                |
| 7llin' in the Dream                       | YouTube                       | 6 tập               |                                                                |
| Rooftop Fight                             | YouTube                       | 2 tập               |                                                                |
| Dream Mystery Lab                         | YouTube                       | 3 tập               |                                                                |
| Idol Radio                                | MBC                           | 12/5/2020           | Cùng với Jeno, Haechan, Jaemin, Chenle và Jisung               |
| It Sounds Incredible                      | Zhejiang STV                  | 16/9/2023           | Cùng với Chenle                                                |
| I Live Alone                              | MBC                           | Tập 519             | Cùng với Key (SHINee)                                          |
| It Sounds Incredible                      | Zhejiang STV                  | 11/11/2023          | Cùng với Chenle                                                |